# Сас, Карой
Карой Сас (венг. Szász Károly; 15 июня 1829, Аюд — 15 октября 1905, Будапешт) — венгерский поэт, драматург, переводчик, критик, протестантский епископ, академик, живший в австро-венгерский период.

## Биография
Родился в семье уважаемого учёного-математика и политика. Гимназию окончил в родном городе, образование продолжил в Клуже. В 1848 году начал изучать математику в Будапеште, принимал участие в последних сражениях Венгерской революции, в 1849 году вместе с отцом бежал в Дебрецен, где работал церковным клерком и был солдатом в войске революционеров. После окончания войны нашёл убежище в Тижарове, в 1850 году стал домашним учителем в богатой семье в Беже. В это же время был частным образом изучал богословие и летом 1851 года был рукоположён. Два года преподавал в недавно образованной на тот момент гимназии в Надькёрёше, тогда же женился на своей кузине, после ранней смерти которой в 1853 году начал преподавать в гимназии в Кечкемете, в 1854 году перешёл в Тиргу-Секуэкс. В 1857 году стал пастором в Кунсентмиклоше, в 1863 году переведён в Сабадсаллаш. В 1867 году получил место советника по религиозному образованию в штате министерства по делам религий; с 1869 года был инспектором по религиозному образованию в Пеште и с 1872 года в Яшкуне. 7 июня 1884 года был назначен реформатским епископом Дунайской епархии (жил в Будапеште); эти обязанности исполнял до 1903 года. 15 декабря 1858 года был избран членом-корреспондентом Венгерской академии наук, 14 апреля 1869 года стал её полноправным членом; с 14 июня 1878 года входил в её верховный совет, с 5 мая 1892 по 1895 год был заместителем её председателя и с 1898 года председателем, с 1899 года почётным членом. Состоял также членом ряда научных обществ, в частности, с 1860 года был членом общества Кисфалиди и с 1883 по 1900 год его вице-председателем.
Ему принадлежит ряд лирических и эпических произведений («Almons», «Salamon»), драмы («Zrinhi», «Император Иосиф», «Смерть Аттилы», «Frater Georg» и др.). В особенности он известен поэтическими переводами песни Нибелунгов, «Божественной комедии» Данте, нескольких драм Шекспира, идиллий Тенисона, комедий Мольера и др.). Книга Саса «A vilàgirodalom nagy epszai» («Великие поэмы всемирной литературы», Будапешт, 1882) содержит много произведений в переводах на венгерский язык.
Известны также его братья: Доминик (1838—1899), реформатский епископ в Трансильвании, известен богословско-политическими сочинениями, и Бела (Béla, 1868—1938), профессор философии в Клаузенбурге и также лирический поэт.